# 宮務大臣
宮務大臣（英語：Lord Chamberlain），又稱內廷宮務大臣（英語：Lord Chamberlain of the Household），是英國王室內廷其中一個首長官位，這個官位與另一國務重臣掌禮大臣（Lord Great Chamberlain）的英文名稱相近，但負責的事務不同。
擔任宮務大臣的人士通常都是樞密院顧問官和貴族，在1782年以前更是內閣閣揆之一。在1924年以前，宮務大臣一職透過政治任命委任。宮務大臣是宮內事務主事者，通常負責籌辦宮內大小活動，是皇家內廷的資深官員。
宮務大臣一職最早源於中世紀，當時已設有英皇內侍（King's Chamberlain），擔任君主在樞密院和國會的發言人。
現任宮務大臣是安德魯·帕克（Andrew Parker, Baron Parker of Minsmere），在2021年4月1日起履任。

## 主要職責
宮務大臣是皇家內廷的資深官員，負責主管內廷事務，包括與其他內廷資深官員協調，主持部門首長會議，以及就聘任其他內廷資深官員提供意見。宮務大臣也負起一些禮節性職責，並負責維繫君主與上議院之間的交流和聯繫。
宮務大臣廳是負責打理皇家內廷的部門，並由一名主計長（Comptroller）擔任首長。皇室大小典禮活動，包括國事訪問、授勳儀式、遊園會、國會開幕大典和其他皇室婚禮和喪禮等，概由宮務大臣廳籌辦。

## 劇院審查權
根據《1737年牌照法令》，宮務大臣獲賦予法定權力，有權否決任何新作戲劇的演出。透過法令，他有權以任何理由阻止新劇公演，或禁止修改現有戲劇的劇情；任何公演未經批准的戲劇的劇院，也可遭受宮務大臣檢控。《1737年牌照法令》後來被《1843年劇院法令》取代，根據新的法令，宮務大臣只可以「維護禮儀、禮節或公眾秩序」（for the preservation of good manners, decorum or of the public peace so to do）為理由，禁止戲劇演出。宮務大臣有關劇院的審查權後來因為《1968年劇院法令》的制定而被廢除。當年的音樂劇《頭髮》（Hair）就因為未能獲宮務大臣發出牌照，幾經押後下，要到審查權廢除後才得以在倫敦首演。

## 延伸閱讀
- J.R. Stephens: The Censorship of English Drama 1824-1901 (Cambridge University Press, 1981).

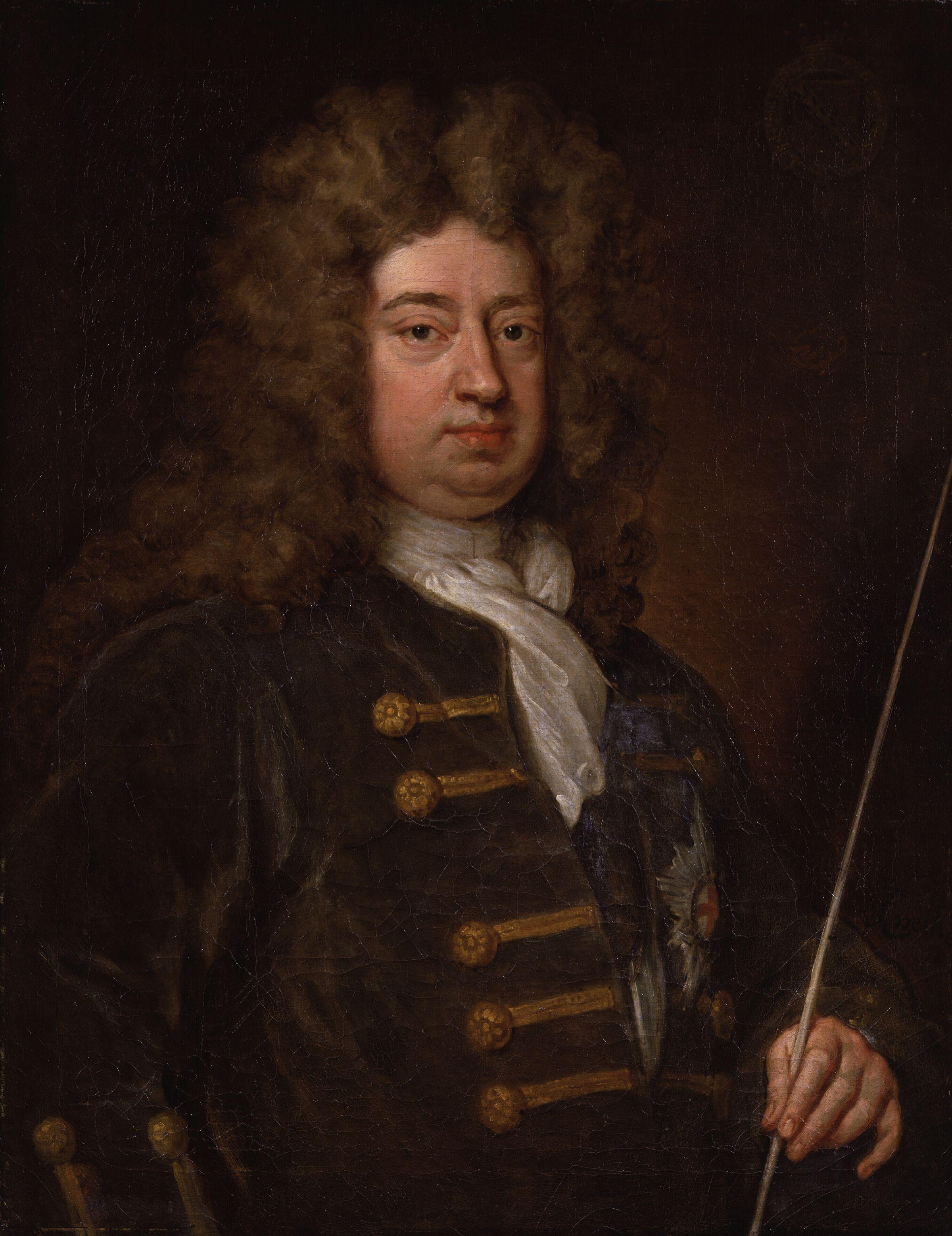
第六代多塞特公爵
（1689年－1697年任宮務大臣）
（留意他左手手持的白色官杖）

- John Johnston, The Lord Chamberlain's Blue Pencil (Hodder & Stoughton, 1990. ISBN 0-340-52529-0)
- Nicholas de Jongh, Politics, Prudery and Perversions: The Censoring of the English Stage 1901-1968 (Methuen, 2000. ISBN 0-413-70620-6. Winner of Society for Theatre Research[永久] Theatre Book Prize, 2000).
- Dominic Shellard, Steve Nicholson and Miriam Handley: The Lord Chamberlain Regrets ... A History of British Theatre Censorship (British Library: 2004) (ISBN 0-7123-4865-4).

## 外部連結
- 英國君主官方網站：宮務大臣（页面存档备份，存于）
- 英國君主官方網站：宮務大臣廳Archive.today的存檔，存档日期2012-12-23
- Chamber Administration: Lord Chamberlain, 1660-1837（页面存档备份，存于）
- The Lord Chamberlain and censorship at The Theatre Archive Project（页面存档备份，存于）